# Barrenrahmen

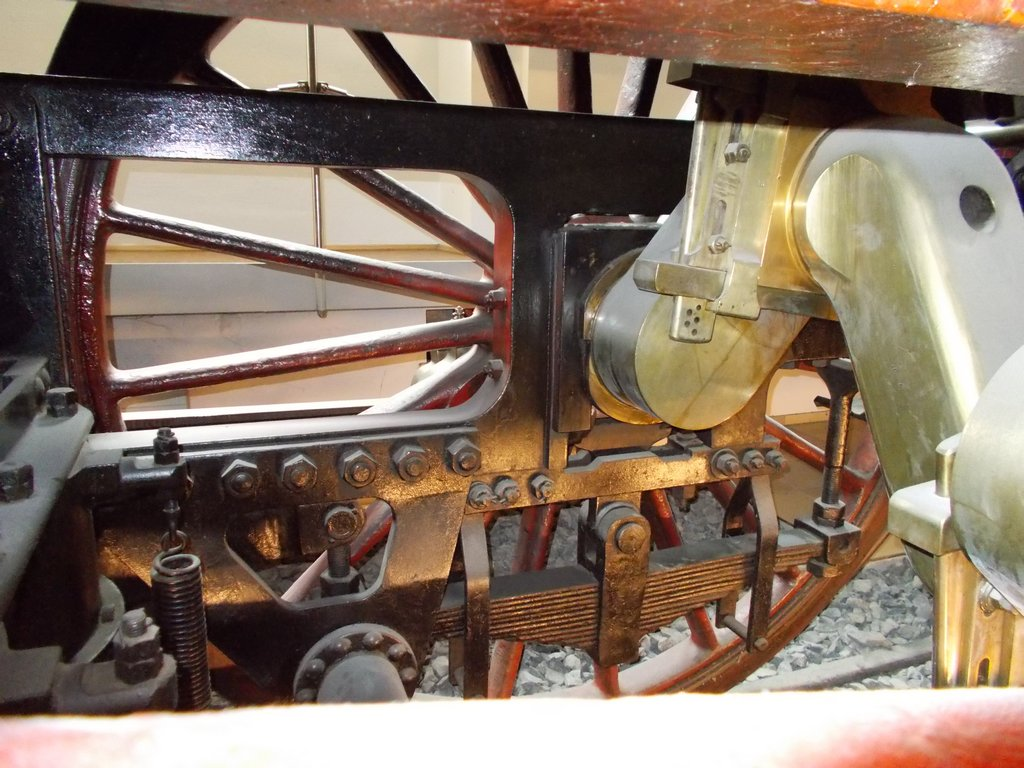
Barrenrahmen der bayerischen S 2/6

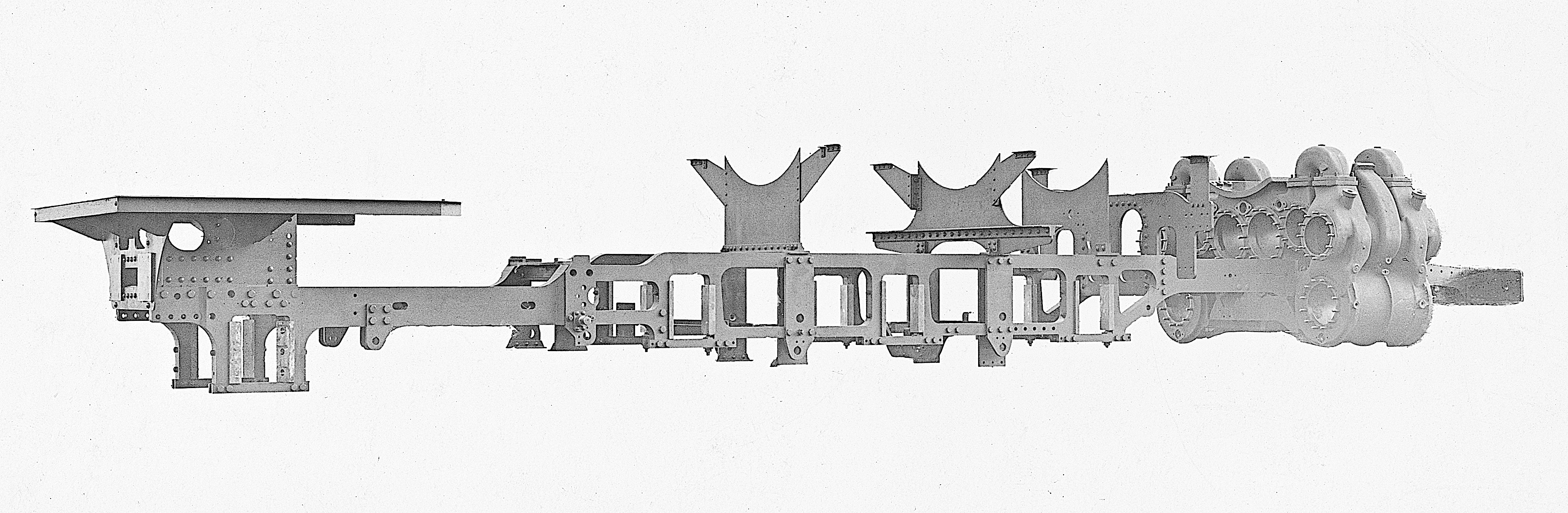
Barrenrahmen der Badischen IV f

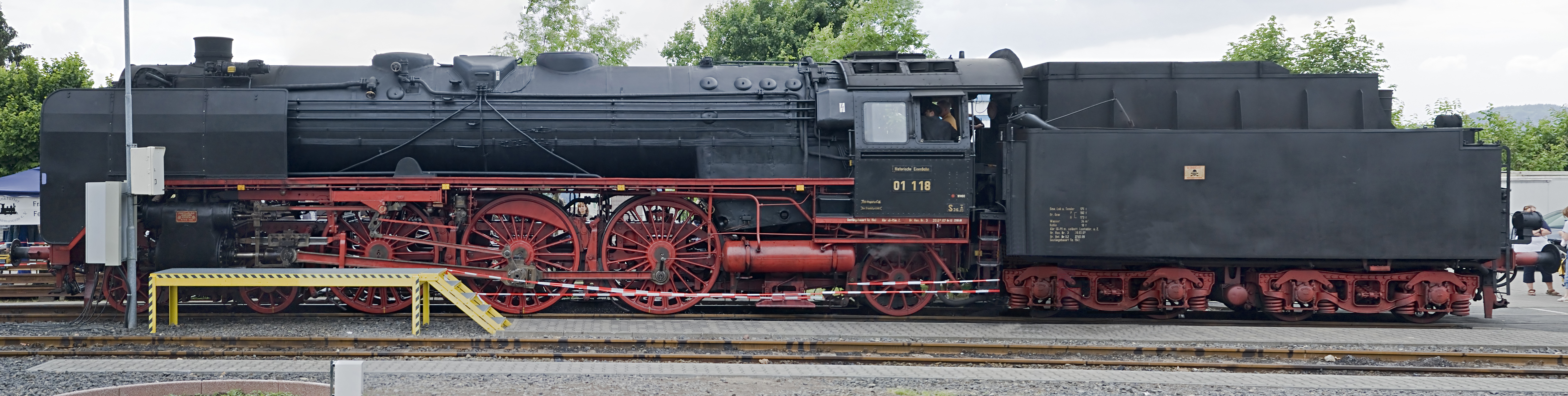
Mit Barrenrahmen ausgestattete DR-Baureihe 01

Ein Barrenrahmen ist eine spezielle Bauform des Lokomotivrahmens und wurde gegenüber dem ebenfalls in der Dampflokomotivtechnik verwendeten Blechrahmen als Fachwerkrahmen ausgebildet, der durch Walzen hergestellt wurde. Dadurch wird ein freier Kesseldurchblick bei der Lokomotive und eine gute Zugänglichkeit der inneren Triebwerksteile zur Wartung erreicht. Zur Entwicklung der unterschiedlichen Rahmenformen kam es, weil das Gewicht der Lokomotiven ständig vergrößert wurde. So betrug das vorgeschriebene Gesamtgewicht beim Lokomotivrennen von Rainhill noch 6 t, die Lokomotive Badenia aus dem Jahr 1842 wog bereits 16,2 t. Lokomotiven zur Zeit der Entstehung des Barrenrahmens hatten hingegen ein Gewicht von etwa 80 t. Der Ursprung der Konstruktion lag in der Lokomotivtechnik der Vereinigten Staaten.

## Verwendung und Herstellungsbesonderheiten
Barrenrahmen wurden ausschließlich bei Dampflokomotiven verwendet, um einerseits die Steifigkeit des Rahmens und andererseits die Zugänglichkeit zu dem Innentriebwerk bei Mehrzylinderlokomotiven zu verbessern. Als erste in Deutschland hergestellte Lokomotive, die mit einem Barrenrahmen ausgerüstet war, gilt die Bayerische S 2/5 aus dem Jahr 1904. Vorher besaß schon die 1900 entstandene S 2/5 (Vauclain) einen Barrenrahmen, diese Maschinen wurden allerdings noch bei Baldwin Locomotive Works hergestellt. Zur Zeit des Endes der Länderbahnen galten Lokomotiven mit Barrenrahmen durch ihre Wartungsfreundlichkeit und Eleganz als Konstruktionsprinzip, so dass sie bei den Einheitslokomotiven verwendet wurden. Barrenrahmen konnten nicht in jeder Lokomotivfabrik hergestellt werden. Die vorherrschenden Fertigungsfabriken der Lokomotiven mit Barrenrahmen waren Krauss-Maffei, Schwartzkopff sowie Henschel & Sohn. Ihre Fertigung verlangte spezielle Ausrüstungen der Werkstätten. So konnte die Maschinenfabrik Esslingen keine Barrenrahmen bearbeiten, und die größten Lokomotiven der Königlich Württembergischen Staats-Eisenbahnen wie die Württembergische C und die Württembergische K wurden mit einem Blechrahmen hergestellt. Bei der Sächsischen Maschinenfabrik wurden vorherrschend Lokomotiven mit Blechrahmen hergestellt. Ausnahmen sind hier lediglich die Baureihen 18.0 und 19.0, wobei erstere einen Barrenrahmen in Kombination mit Blechrahmen besaß. Der Barrenrahmen war in der Herstellung teurer als ein Blechrahmen, und deshalb wurde bei der Produktion von Lokomotiven mit geringerer Bedeutung oftmals der einfachere Blechrahmen gewählt.
Mit dem Bau der DR-Baureihe 52 wurde erstmals beim Rahmenbau von Dampflokomotiven die Schweißtechnik angewendet, diese Lokomotive kann als Ersatz des Konstruktionsprinzips Barrenrahmen zu Blechrahmen gelten. Als nach dem Zweiten Weltkrieg die Neubaulokomotiven mit überwiegend Zweizylindertriebwerk erschienen, wurde bei diesen Lokomotiven nur noch der Blechrahmen in Schweißbauweise hergestellt. Die folgende Tabelle zeigt die für deutsche Staatsbahnen mit einem Barrenrahmen hergestellten Lokomotiven.
| Baureihe | Jahr der Auslieferung | Anzahl der gefertigten Lokomotiven mit Barrenrahmen | Rahmenwangenstärke in mm | Zylinderanzahl | Bemerkung                                                |
| -------- | --------------------- | --------------------------------------------------- | ------------------------ | -------------- | -------------------------------------------------------- |
| 01       | 1925–1938             | 241                                                 | 100                      | 2              | —                                                        |
| 02       | 1925                  | 10                                                  | 100                      | 4              | Ende der 30er Jahre umgebaut in BR 01                    |
| 01.10    | 1939                  | 55                                                  | 100                      | 3              | —                                                        |
| 03       | 1930–1938             | 298                                                 | 90                       | 2              | —                                                        |
| 03.10    | 1939–1941             | 60                                                  | 90                       | 3              | —                                                        |
| 04       | 1932                  | 2                                                   | 90                       | 4              | Versuchslokomotiven, ab 1935 BR 02.1                     |
| 05       | 1935, 1937            | 3                                                   | 90                       | 3              | —                                                        |
| 06       | 1939                  | 2                                                   | 100                      | 3              | —                                                        |
| 13.6–8   | 1902–1903             | 22                                                  | 50 oder 100              | 4              | Kombination Barren-/Blechrahmen                          |
| 14.0     | 1908ff.               | 99                                                  | 95                       | 4              | Kombination Barren-/Blechrahmen                          |
| 14.1     | 1904                  | 10                                                  | keine Angaben            | 4              | aus 2 Teilen verschraubt                                 |
| 15.0     | 1906                  | 1                                                   | keine Angaben            | 4              | aus 2 Teilen verschraubt                                 |
| 17.0–1   | 1910–1914             | 202                                                 | 100                      | 4              | Kombination Barren-/Blechrahmen                          |
| 17.2     | 1914ff.               | 124                                                 | 100                      | 3              | Kombination Barren-/Blechrahmen                          |
| 17.4–5   | 1903–1907             | 39                                                  | 100                      | 4              | –                                                        |
| 17.11–12 | 1914ff.               | 77                                                  | 100                      | 4              | Kombination Blech-/Barrenrahmen                          |
| 18.0     | 1917–1918             | 10                                                  | keine Angaben            | 3              | Kombination Blech-/Barrenrahmen                          |
| 18.2     | 1907–1913             | 35                                                  | 100                      | 4              | –                                                        |
| 18.201   | 1939                  | 1                                                   | 80                       | 3              | Rekonstruktion 1960 aus 61.002                           |
| 18.3     | 1918–1920             | 20                                                  | 100                      | 4              | –                                                        |
| 18.4–5   | 1908–1931             | 159                                                 | 100                      | 4              | –                                                        |
| 19.0     | 1918–1923             | 23                                                  | 100                      | 4              | –                                                        |
| 19.10    | 1941                  | 1                                                   | 70                       | 8              | Lokomotive mit Einzelachsantrieb durch Dampfmotoren      |
| 23.0     | 1941                  | 2                                                   | 100                      | 2              | –                                                        |
| 24.0     | 1928–1940             | 95                                                  | 70                       | 2              | –                                                        |
| 38.0     | 1905–1908             | 51                                                  | keine Angaben            | 4              | –                                                        |
| 38.4     | 1921                  | 80                                                  | keine Angaben            | 4              | –                                                        |
| 39.0     | 1922–1927             | 260                                                 | 100                      | 3              | –                                                        |
| 41       | 1937–1941             | 366                                                 | 100                      | 2              | –                                                        |
| 42       | 1943–1949             | 1061                                                | keine Angaben            | 2              | –                                                        |
| 43       | 1926–1928             | 35                                                  | 100                      | 2              | –                                                        |
| 44       | 1926–1949             | 1989                                                | 100                      | 3              | –                                                        |
| 45       | 1936–1937             | 28                                                  | 100                      | 3              | –                                                        |
| 50       | 1939–1948             | 3164                                                | 80                       | 2              | –                                                        |
| 52       | von 1942              | etwa 300                                            | keine Angaben            | 2              | Fertigung mit Rahmen aus Restbeständen                   |
| 56.1     | 1919–1920             | 85                                                  | 100                      | 3              | –                                                        |
| 56.7     | 1908–1915             | 70                                                  | 100                      | 4              | –                                                        |
| 56.8–11  | 1915–1919             | 230                                                 | 100                      | 4              | Kombination Blech-/Barrenrahmen                          |
| 56.20–29 | 1919–1928             | 846                                                 | 100                      | 2              | –                                                        |
| 57.5     | 1911–1924             | 95                                                  | 100                      | 4              | –                                                        |
| 58.10–21 | 1917–1924             | 1478                                                | 100                      | 3              | –                                                        |
| 62       | 1928–1932             | 15                                                  | 100                      | 2              | –                                                        |
| 64       | 1928–1940             | 520                                                 | 70                       | 2              | –                                                        |
| 80       | 1927–1929             | 39                                                  | 70                       | 2              | –                                                        |
| 81       | 1928                  | 10                                                  | 70                       | 2              | –                                                        |
| 84       | 1935–1937             | 12                                                  | 90                       | 2              | –                                                        |
| 85       | 1932–1933             | 10                                                  | 100                      | 3              | –                                                        |
| 86       | 1928–1943             | 776                                                 | 70                       | 2              | –                                                        |
| 87       | 1927–1928             | 16                                                  | 70                       | 2              | –                                                        |
| 95       | 1922–1924             | 45                                                  | 100                      | 2              | –                                                        |
| 97.4     | 1920                  | 1                                                   | 80                       | 4              | Zahnradlokomotive                                        |
| 99.20    | 1917                  | 1                                                   | keine Angaben            | 4              | Schmalspurlokomotive Bauart Mallet für 1000 mm Spurweite |
| 99.22    | 1931                  | 3                                                   | 60                       | 2              | Schmalspurlokomotive für 1000 mm Spurweite               |
| 99.73–76 | 1928–1933             | 32                                                  | 60                       | 2              | Schmalspurlokomotive für 750 mm Spurweite                |

## Herstellungsbesonderheiten
Ein Aufbau des Barrenrahmens wird hier anhand des Rahmens der Baureihe 19.0 erläutert. Der Barrenrahmen bestand aus den beiden gewalzten Rahmenwangen, die (von vorn nach hinten) mit der Pufferbohle, mit den Zylindern, der Aufhängung des Krauss-Helmholtz-Lenkgestelles, dem Steuerungsträger, der hinteren Befestigung des Steuerungsträgers, mehreren Querstreben und Pendelblechen, dem Bremszylinderträger, dem Rahmen des Schleppachsengestelles und des Kuppelkastens für den Tender versteift und verbunden sind. Die einzelnen Fachwerksteile konnten vernietet oder verschraubt werden. Die Rahmenwangen hatten bei dieser Baureihe einen lichten Abstand von 1.070 mm, sie besaßen eine Höhe von maximal 700 mm und eine Länge von 13.660 mm.
Die beiden Rahmenwangen waren in der Herstellung erst durch Erfahrungen im Panzerschiffbau möglich geworden. Außer den Achslagerführungen besaßen die Rahmenwangen mehrere große gewichtssparende Fenster. Für die Anordnung der Zylindergruppe und des Führerhauses wurde er auf eine geringere Höhe eingezogen und stellenweise in der Dicke reduziert.
Die Rahmen waren in ihrer Bauweise elastisch ausgeführt. Das ermöglichte einen ausreichenden Widerstand der Lokomotive bei schlechtem Oberbau und bei betrieblichen Besonderheiten wie Pufferstößen. Durch die geringere Höhe im Vergleich zu Blechrahmen waren sie besonders beim Anheben ohne Aufbauten anfälliger gegen Verbiegen. Deshalb mussten dabei ständig die Achsgabelstege angebaut sein.

## Instandhaltungsbesonderheiten
Rahmenrisse waren bei Barrenrahmen keine Seltenheit. So musste bei jeder planmäßigen Untersuchung, die im Intervall von ungefähr 1,5 Jahren im Ausbesserungswerk durchgeführt wurden, die Lokomotiven ausgeachst und der Rahmen begutachtet werden. Hier müssen die Achsgabelstege nach dem Ausachsen sofort wieder am Achsausschnitt befestigt werden, um ein Verbiegen des elastischen Rahmens zu vermeiden. Bei aufgetretenen Rissen mussten diese beidseitig schräg ausgefugt und wieder verschweißt werden. Ein besonderes Schwachteil des Rahmens bei der Baureihe 01 war der Bereich zwischen den Zylindern und der ersten Kuppelachse. Eine Häufung von Rissen hatte automatisch eine Anfertigung eines Einsatzteiles zur Folge. Zusätzlich zu diesen Arbeiten wurden die Achslagerführungen erneuert und die Passschraubenbohrungen überprüft. Außerplanmäßige Ereignisse wie eine Entgleisung oder ein Auffahrunfall hatten eine außerplanmäßige Instandhaltungsstufe mit einer Rahmenbegutachtung und Vermessung zur Folge.